# Zólyomternye
Zólyomternye (szlovákul: Tŕnie) község Szlovákiában, a Besztercebányai kerületben, a Zólyomi járásban. Budás és Zólyomszabadi tartozik hozzá.

## Fekvése
Zólyomtól 9 km-re északnyugatra fekszik.

## Története
A település a 14. század második felében keletkezett a zólyomi váruradalom területén. Első írásos említése 1393-ban történt „Thirna” alakban. 1424-ban „Thernye” néven említik. Luxemburgi Zsigmond vámszedőhelyet létesített itt, mely a mai temető területén állt.
A 18. század végén Vályi András így ír róla: „TERNYE. Tót falu Zólyom Várm. földes Ura Gr. Eszterházy Uraság, lakosai katolikusok, fekszik Zólyomhoz 1 mértföldnyire; határjában legelője elég, keresetre módgya Zólyomi, és a’ Selmetzi piatzon, fája van, földgye sovány, és nehezen míveltetik.”
1828-ban 32 házában 240 lakos élt, akik főként mezőgazdasággal foglalkoztak.
Fényes Elek 1851-ben kiadott geográfiai szótárában így ír a faluról: „Ternye, tót falu, Zólyom vgyében, Bars vgyéhez közel: 237 kath., 3 evang. lak. Kat. paroch. templom. Sovány kősziklás határ. F. u. a kamara. Ut. p. Bucsa.”
1872-ben lignit után kutattak itt. A trianoni diktátumig Zólyom vármegye Zólyomi járásához tartozott.
1925-ben csatolták hozzá Budás és Zólyomszabadi községeket. 1928-ban egy tűzvészben a falu fele leégett.

## Népessége
| Év:            | 1994. | 2004.   | 2014.    | 2024.   |
| -------------- | ----- | ------- | -------- | ------- |
| Emberek száma: | 347   | 362     | 417      | 427     |
| Eltérés:       |       | +4,32 % | +15,19 % | +2,39 % |

| Év:            | 2023. | 2024.   |
| -------------- | ----- | ------- |
| Emberek száma: | 429   | 427     |
| Eltérés:       |       | -0,46 % |

1910-ben 403, túlnyomórészt szlovák anyanyelvű lakosa volt.
2001-ben 344 lakosából 338 szlovák volt.
2011-ben 430 lakosából 388 szlovák volt.

## Nevezetességei
- Szent Márton tiszteletére szentelt római katolikus temploma a 14. században épült gótikus stílusban. 1696-ban reneszánsz, 1725-ben barokk stílusban építették át. 1936-ban bővítették és megújították. Megmaradtak gótikus jegyei, melyek keresztboltozatban és a déli oldalon levő a kapuzatban találhatók.
- Fa haranglába a Hrabiny településrészen áll, a 20. század elején készült népi alkotás.
- Zólyomszabadi fa haranglába a 20. század elején épült, a falu közepén kis téren áll. Egyik harangját 1667-ben öntötték.
- Zóyomszabadi három népi lakóháza (kettő a 19. század második felében, egy pedig 1905-ben épült).

## Külső hivatkozások
- Hivatalos oldal
- E-obce.sk Archiválva 2021. július 25-i dátummal a Wayback Machine-ben
- Községinfó
- Zólyomternye Szlovákia térképén

## Lásd még
- Budás
- Zólyomszabadi